# Argumentum ad ignorantiam
Аргуме́нт к незна́нию (лат. argumentum ad ignorantiam) — аргумент или довод, рассчитанный на неосведомлённость убеждаемого, когда делается вывод, что некоторое утверждение верно, поскольку никто не доказал, что оно ошибочно, неверно, запутанно или непоследовательно или, наоборот, что утверждение ошибочно, поскольку никто не доказал его истинности. Подобная аргументация и трактовка ошибочна, поскольку наше незнание не может быть единственным основанием для решения об истинности или ложности утверждения.
Примером является утверждение, что привидения существуют, поскольку никто ещё не доказал, что их нет. Этот недостаток часто возникает в связи с вопросом существования Бога, сверхъестественных и паранормальных явлений, теории заговора, или даже политики, где часто невозможно чётко установить причину или даже сам факт появления определённого явления (события). Часто argumentum ad ignorantiam приводят как корректный аргумент в пользу теорий, не отвечающих критерию демаркации для научных теорий, и которые, очевидно, не могут быть оспорены в принципе.
Карл Саган в своей книге «Мир, полный демонов» приводит простой пример аргумента к незнанию, который содержит очевидную ошибку в аргументации: «Нет исчерпывающих доказательств того, что НЛО не посещали Землю, значит, НЛО существуют».